# Barclays Center
 (septembre 2024).
Si vous disposez d'ouvrages ou d'articles de référence ou si vous connaissez des sites web de qualité traitant du thème abordé ici, merci de compléter l'article en donnant les références utiles à sa vérifiabilité et en les liant à la section « Notes et références ».
Le Barclays Center est une salle omnisports située dans l'arrondissement de Brooklyn à New York. Sa capacité est de 17 732 places pour les rencontres de basket-ball. Il accueille les matchs à domicile des Nets de Brooklyn, une équipe de basket-ball évoluant dans la National Basketball Association (NBA). Depuis 2020, il accueille également des matchs à domicile du New York Liberty de la Women's National Basketball Association (WNBA). Pour le hockey, il a accueilli les Islanders de New York au début de la saison 2015-2016 jusqu'en 2018. La capacité maximale pour le hockey est de 15 795 places.
Sa construction a commencé le 11 mars 2010 et s'est terminée le 21 septembre 2012, le coût est alors évalué à 1 milliard $USD.

## Histoire

### Islanders de New York
Au début de la saison 2015-2016, les Islanders de New York de la Ligue nationale de hockey sont installés dans cette enceinte. Ils ne jouent plus dans le vieux Nassau Coliseum. Le problème est que l'amphithéâtre (qui est seulement conçu pour le basket-ball de la NBA) ne peut accueillir que 15 795 spectateurs en configuration hockey, soit moins de places que le Nassau Coliseum, l'ancien domicile des Islanders. Le tableau d'affichage de l'aréna ne se place pas au-dessus du centre de la patinoire comme la plupart des autres salles modernes, mais se positionne au-dessus de l'une des lignes bleues. Les estrades, escamotables, ne donnent pas une meilleure vue sur la patinoire, ce qui n'a pas été apprécié par les spectateurs. Les Islanders joueront dans cet aréna jusqu'à la fin de la saison 2017-18, dès le début de la saison 2018-19, les Islanders retourneront à leur ancien domicile le Nassau Coliseum qui subit actuellement d'importants travaux de rénovations au coût de 130 millions $ afin de moderniser le vétuste bâtiment.

## Évènements
- Concert inaugural de Jay-Z, le 28 septembre 2012
- Concert de Rush, le 22 octobre 2012
- Concert supplémentaire de la tournée 50 and counting des Rolling Stones, le 8 décembre 2012
- WWE TLC : Tables, Ladders & Chairs (2012), le 16 décembre 2012
- Concerts pour le nouvel an de Coldplay, les 30 et 31 décembre 2012, en partageant l'affiche avec Jay-Z le 31 décembre.
- Concert de Lady Gaga, The Born This Way Ball Tour, les 6 et 7 mars 2013 (annulé par la chanteuse pour cause de problèmes de santé)
- Diamonds World Tour de Rihanna, les 4 et 5 mai 2013
- Trois concerts de Beyoncé dans le cadre de sa tournée mondiale "The Mrs. Carter Show", les 3, 4 et 5 août 2013
- Concert de Demi Lovato, Demi World Tour, le 27 octobre 2014
- NXT TakeOver Brooklyn, le 22 août 2015
- SummerSlam (2015), le 23 août 2015
- Concert de Scorpions, le 12 septembre 2015
- Concert de Madonna (Rebel Heart Tour), le 19 septembre 2015
- Concert de Demi Lovato et Nick Jonas (Future Now Tour), le 8 juillet 2016
- NXT TakeOver Brooklyn II, le 20 août 2016
- SummerSlam (2016), le 21 août 2016
- NXT TakeOver III, le 19 août 2017
- SummerSlam (2017), 20 août 2017
- NXT TakeOver Brooklyn IV 2018
- SummerSlam 2018
- Grande finale de l'Overwatch League, Saison 1 opposant Philadelphia Fusion à London Spitfire
- Concerts de Madonna (The Celebration Tour), les 13, 14 et 16 décembre 2023

## Galerie

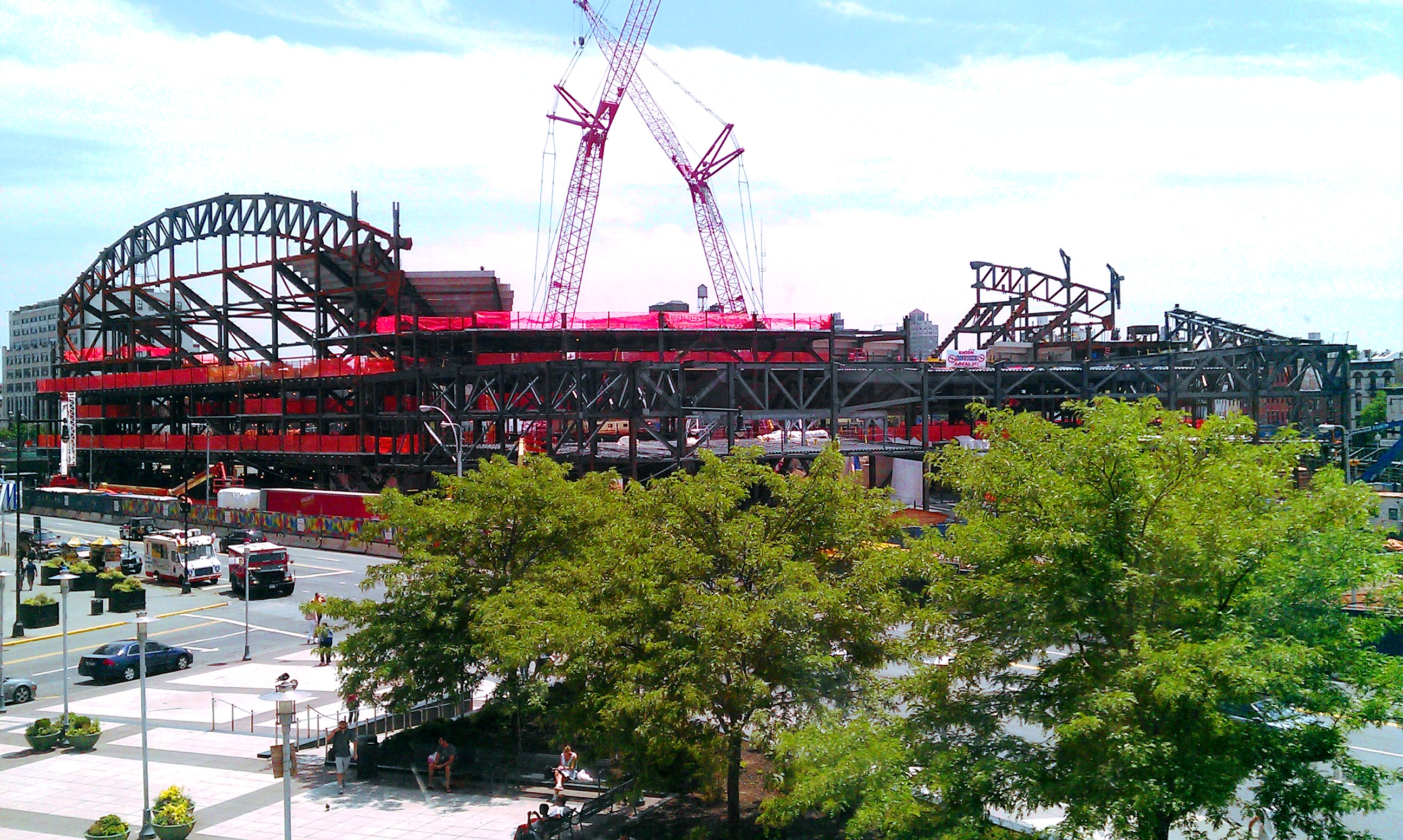
Barclays Center en construction (juin 2011)
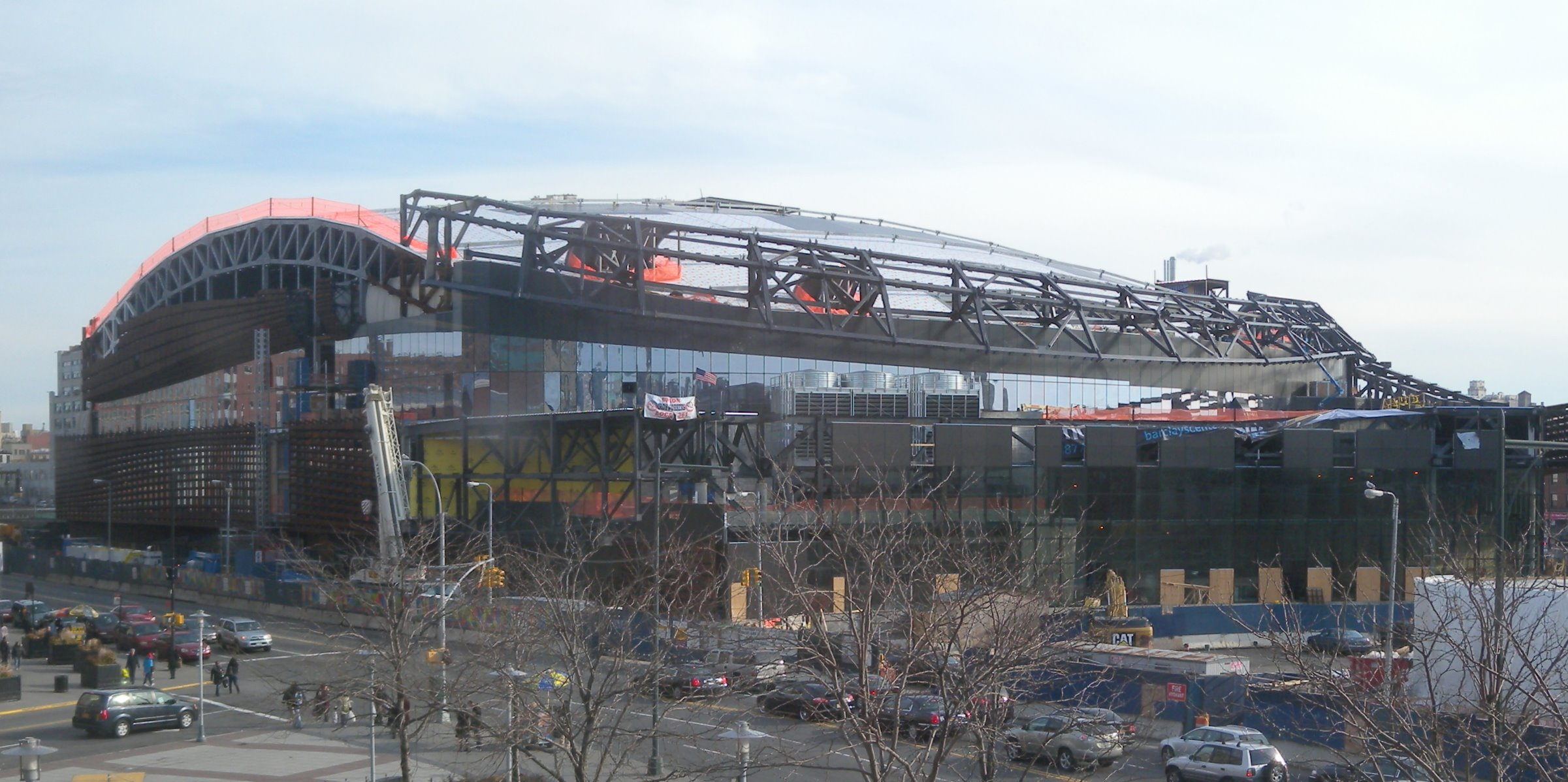
Barclays Center en construction (février 2012)
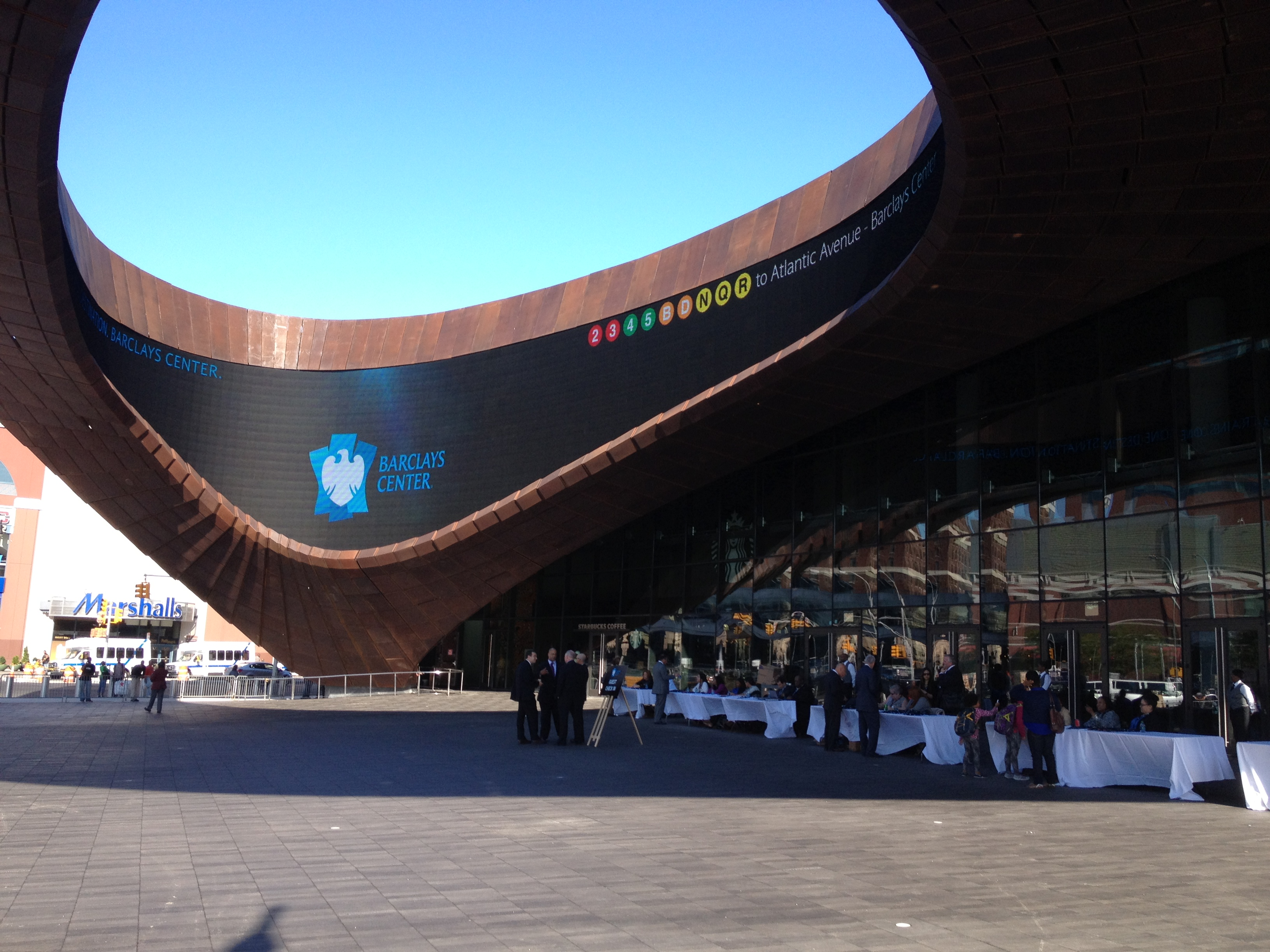
Écran géant de la façade extérieure
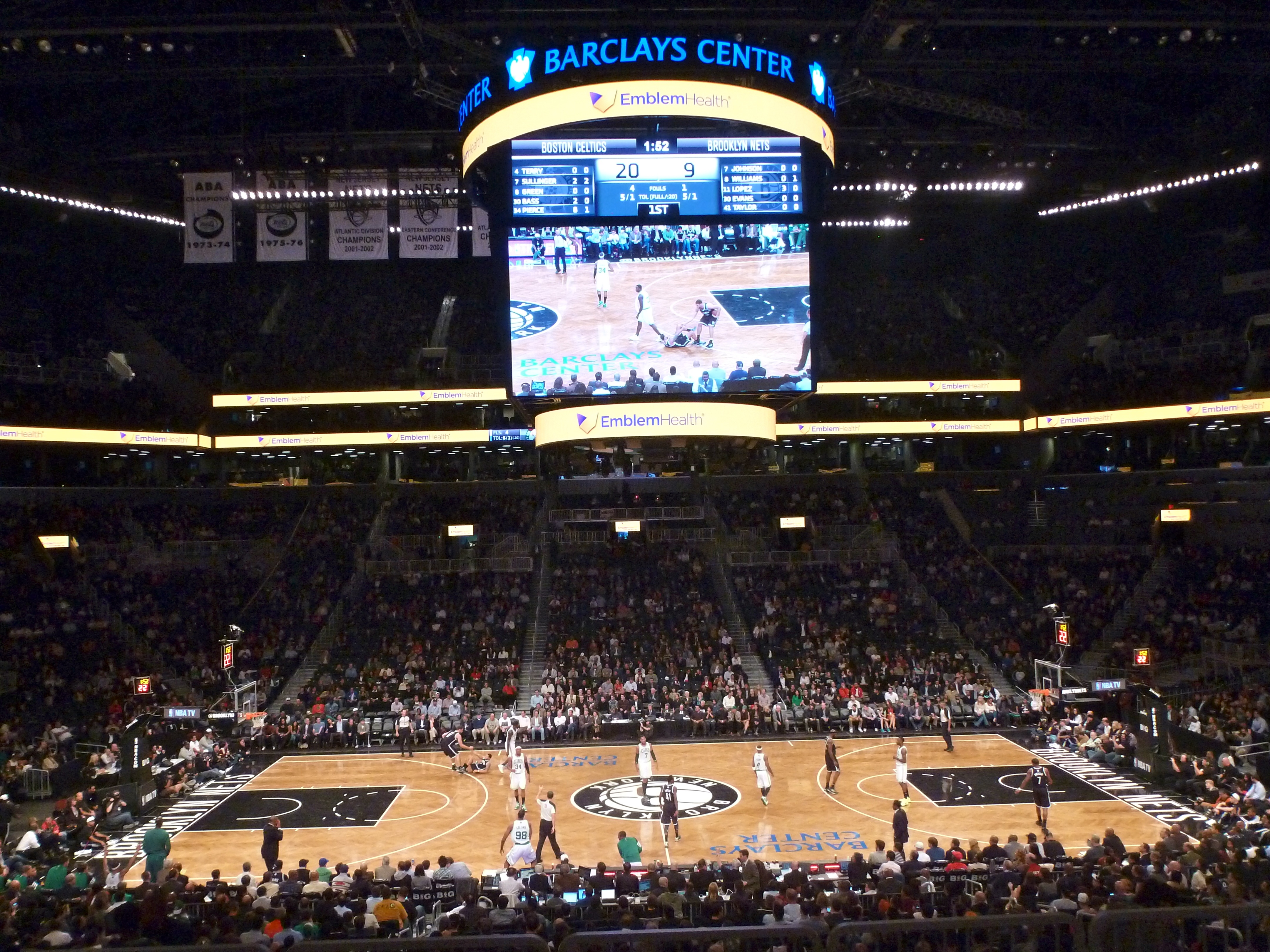
Intérieur du Barclays Center